# Хачимчер
Хачимче́р (также Хачимиер) — река в Абыйском улусе Якутии, левый приток Уяндины. Длина реки — 290 км. Площадь водосборного бассейна — 3170 км².
Река берёт начало на севере Абыйской низменности на высоте более 117 м над уровнем моря. В верховьях течёт преимущественно на восток по заболоченной лесотундре. После впадения реки Тас-Юрях поворачивает на юг, а после впадения Сахабыт-Салата — на юго-восток. Сильно меандрирует. В низовьях в долине реки большое число озёр и стариц, в том числе достаточно крупных, таких как Дяргалах-Кюель, Тала-Кюель и Тогулах. Впадает в Уяндину по левому берегу на отметке ниже 25 м над уровнем моря, в 36 км от устья Уяндины, ниже впадения в неё реки Хатынгнах. Ширина перед устьем — 45 м при глубине 1,4 м; скорость течения в низовьях составляет 0,7 м/с. Замерзает с первой половины октября до конца мая или начала июня. Населённые пункты на реке отсутствуют. 

## Основные притоки
Указаны притоки длиной 30 км и более
| Название        | Расстояние от устья | Длина | Положение |
| --------------- | ------------------- | ----- | --------- |
| Сахабыт-Салата  | 102                 | 58    | левый     |
| Тара-Кюель-Сянэ | 152                 | 52    | левый     |
| Тас-Юрях        | 181                 | 59    | левый     |
| Вечерняя        | 201                 | 33    | левый     |
| Сергелях        | 222                 | 30    | левый     |
| Сено            | 224                 | 33    | правый    |

## Данные водного реестра
По данным государственного водного реестра России и геоинформационной системы водохозяйственного районирования территории РФ, подготовленной Федеральным агентством водных ресурсов:
- Бассейновый округ — Ленский
- Речной бассейн — Индигирка
- Речной подбассейн — нет
- Водохозяйственный участок — Индигирка от впадения Момы до водомерного поста Белая Гора
- Код водного объекта — 18050000312117700065573